# SN 2002fp
SN 2002fp – supernowa nieznanego typu odkryta 12 kwietnia 2002 roku w galaktyce A140218+0447. W momencie odkrycia miała maksymalną jasność 24,00m.